# گلوریا (فیلم ۲۰۲۰)
گلوریا (به انگلیسی: The Glorias) یا گلوریاها فیلمی محصول سال ۲۰۲۰ و به کارگردانی جولی تایمور است. در این فیلم بازیگرانی همچون جولیان مور، آلیسیا ویکاندر، تیموتی هاتن، لورین توسان، جنل مونی، بت میدلر، جی هوگولی و لولو ویلسون ایفای نقش کرده‌اند.